# NGC 3838
NGC 3838 је лентикуларна галаксија у сазвежђу Велики медвед која се налази на NGC листи објеката дубоког неба.
Деклинација објекта је + 57° 56' 55" а ректасцензија 11h 44m 13,4s. Привидна величина (магнитуда) објекта NGC 3838 износи 12,3 а фотографска магнитуда 13,2. NGC 3838 је још познат и под ознакама UGC 6707, MCG 10-17-56, CGCG 292-22, PGC 36505.